# Flotylle U-Bootów
Flotylla U-Bootów (niem. Unterseebootsflotille), flotylla okrętów podwodnych – jednostka taktyczna wyższego szczebla w Kriegsmarine. W latach 1935–1945 sformowano ogółem 31 flotylli (15 bojowych i 16 szkolnych). Bazy niemieckich okrętów podwodnych i ich flotylli znajdowały się początkowo w portach niemieckich, później dzięki podbojom, bazy były zakładane także na zajętych terenach poza terytorium III Rzeszy. Ważniejsze bazy poza granicami III Rzeszy lub na terenach anektowanych:
- Wolne Miasto Gdańsk
- Litwa – Kłajpeda (anektowana w marcu 1939)
- Polska – Hel (zdobyta w październiku 1939)
- Rumunia – Konstanca (udostępniona przez Rumunię)
- Francja – Brest, Lorient, Saint-Nazaire, Bordeaux, Marsylia
- Włochy – La Spezia, Pula (obecnie Chorwacja) (udostępnione przez Włochy)
- Grecja – Salamina (zdobyta w kwietniu 1941)
- Łotwa – Lipawa - (zajęta w czerwcu 1941)
- Malezja – Penang (udostępniona przez Japonię).

## Flotylle bojowe

### 1. Flotylla U-Bootów „Weddigen”
Nazwana na cześć kapitana marynarki (Kapitänleutnant) Otto Weddigena, dowódcy okrętów podwodnych z okresu I wojny światowej, wsławionego zatopieniem trzech brytyjskich krążowników. Kapitan Weddigen poległ 18 marca 1915 na U-29
Utworzona 27 września 1935 w Kilonii, przeniesiona w czerwcu 1941 do Brestu, zlikwidowana w 1944.
Należało do niej 111 okrętów typu: IIB (14), IIC (8), IID (13); po 1941 dołączyły okręty typu: VIIB (3), VIIC (81), VIIC/41 (2), XB (2).
Dowódcy flotylli: 
- Kpt. zur See[2] Karl Dönitz (wrzesień 1935 – grudzień 1935)[3]
- Kpt. zur See Otto Loycke  (styczeń 1936 – wrzesień 1937)
- Kptlt. Hans-Günther Looft (październik 1937 – wrzesień 1939)
- Korvkpt. Hans Eckermann (wrzesień 1939 – październik 1940)
- Korvkpt. Hans Cohausz (listopad 1940 – luty 1942)
- Kptlt. Heinz Buchholz (luty 1942 – lipiec 1942)
- Korvkpt. Werner Winter (lipiec 1942 – wrzesień 1944)

Dowódcy okrętów:
- Korvkpt. Adalbert Schnee
- Kptlt. Rolf Mützelburg
- Kptlt. Friedrich Guggenberger

### 2. Flotylla U-Bootów „Saltzwedel”
Nazwana na cześć porucznika marynarki (Oberleutnant zur See) Reinholda Saltzwedela, dowódcy okrętów podwodnych z okresu I wojny światowej, który w 22 patrolach bojowych zatopił 111 jednostek o tonażu 170 526 BRT. Reinhold Saltzwedel zginął na SM UB-81 2 grudnia 1917.
Utworzona we wrześniu 1936 dzięki zezwoleniu Brytyjczyków na rozbudowę niemieckiej floty do 35% tonażu floty brytyjskiej, zlikwidowana w październiku 1944. Bazy 2. Flotylli: Kilonia, Wilhelmshaven, Lorient.
Należało do niej 91 okrętów typu: IA (2), VIIA (10), VIIC (2), IX (5), IXB (14), IXC (27), IXC/40 (28), XB (2), UA (1).
Dowódcy flotylli: 
- Fregkpt. Werner Scheer (wrzesień 1936 – lipiec 1937)
- Korvkpt. Hans Ibbeken (październik 1937 – wrzesień 1939)
- Korvkpt. Werner Hartmann (styczeń 1940 – maj 1940)
- Korvkpt. Heinz Fischer (maj 1940 – lipiec 1941)
- Korvkpt.Viktor Schütze (sierpień 1941 – styczeń 1943)
- Fregkpt. Ernst Kals (styczeń 1943 – październik 1944)

Dowódcy okrętów:
- Korvkpt. Reinhard Hardegen
- Kptlt. Fritz-Julius Lemp
- Kpt. zur See Wolfgang Lüth

### 3. Flotylla U-Bootów
Utworzona 4 października 1937 z bazą w Kilonii, następnie w La Rochelle, zlikwidowana w grudniu 1939, ze względu na małą efektywność (liczyła 8 okrętów), reaktywowana w marcu 1941. Została zlikwidowana ostatecznie po lądowaniu w Normandii, w październiku 1944.
Należało do niej 108 okrętów typu: IIB (8), IID (5), VIIB(1), VIIC (90).
Dowódcy flotylli:
- Kptlt. Hans Eckermann (październik 1937 – grudzień 1939)
- Korvkpt. Hans-Rudolf Rösing (marzec 1941 – lipiec 1941)
- Kptlt. Herbert Schultze (lipiec 1941 – marzec 1942)
- Kptlt. Heinz von Reiche (marzec 1942 – czerwiec 1942)
- Korvkpt. Richard Zapp (czerwiec 1942 – październik 1944)

Dowódcy okrętów:
- Korvkpt. Peter-Erich Cremer
- Kptlt. Heinz-Otto Shultze
- Korvkpt. Helmut Möhlmann

### 5. Flotylla U-Bootów
Utworzona 1 grudnia 1938 w Kilonii, zlikwidowana pod  koniec 1939; została reaktywowana w 1941 jako flotylla treningowa.
Należało do niej 7 okrętów typu IIC (7).
Dowódca flotylli: 
- Kptlt. Hans-Rudolf Rösing (grudzień 1938 – grudzień 1939)

### 6. Flotylla U-Bootów „Hundius”
Źródło
Utworzona 1 października 1938, nazwana imieniem Paula Hundiusa, zlikwidowana w grudniu 1939 po utracie części okrętów typu IXA (8); reaktywowana w lipcu 1941 w Gdańsku, przeniesiona w lutym 1942 do Saint-Nazaire, zlikwidowana w sierpniu 1944, po lądowaniu w Normandii.
W latach 1941–44 należały do niej 83 okręty typu: VIIB (1), VIIC (81) oraz VIIC/41 (1).
Dowódcy flotylli:
- Korvkpt. Werner Hartmann (październik 1938 – grudzień 1939)
- Korvkpt. Wilhelm Schulz (sierpień 1941 – styczeń 1942)
- Korvkpt. Carl Emmermann (listopad 1943 – sierpień 1944)

Dowódcy okrętów:
- Korvkpt. Carl Emmermann
- Korvkpt. Otto von Bülow

### 7. Flotylla U-Bootów „Wegener”
Nazwana na cześć kapitana marynarki (Kapitänleutnant) Bernda Wegenera, dowódcy okrętu podwodnego U-27 z okresu I wojny światowej, który w 10 patrolach bojowych zatopił 29 jednostek o tonażu 29 402 BRT. Bernd Wegener zginął na U-27 19 sierpnia 1915.
Utworzona 25 czerwca 1938 w Kilonii, przeniesiona później do Saint-Nazaire, zlikwidowana w sierpniu 1944 (okręty popłynęły do Norwegii dołączając do istniejących tam flotylli). W latach 1940–1944 6. i 7. Flotylla odbyły z Saint-Nazaire aż 388 patroli zatapiając 154 statki i okręty aliantów. 7. Flotylla była jedną z najskuteczniejszych. Zawdzięczała to dowódcom takim jak:
- Fregkpt. Otto Kretschmer
- Korvkpt. Günther Prien
- Kptlt. Joachim Schepke
- Fregkpt. Erich Topp

Należało do niej 110 okrętów typu: VIIB (19), VIIC (89),  VIIC/41(1), U-A (1).
Dowódcy flotylli: 
- Korvkpt. Ernst Sobe (czerwiec 1939 – grudzień 1939)
- Korvkpt. Hans-Rudolf Rösing (styczeń 1940 – maj 1940)
- Kptlt. Herbert Sohler (maj 1940 – luty 1944)
- Korvkpt. Adolf Piening (marzec 1944 – maj 1945)

### 9. Flotylla U-Bootów
Utworzona na początku 1942 (zdecydowano o tym jesienią 1941 w Breście (pierwszy port U-Bootów z bunkrami o betonowej konstrukcji, odpornymi na bomby lotnicze). Przez cały okres 1 i 9 flotylla odbyły z tego portu  329 patroli. Ostatni okręt wypłynął z Brestu 4 września 1944 udając się (jak wszystkie pozostałe) do Bergen. 15 dni później do portu wkroczyły wojska amerykańskie.
Należały do niej 84 okręty typu: VIIC (73), VIIC/41 (5), VIID (6).
Dowódcy flotylli: 
- Kptlt. Jürgen Oesten (październik 1941 – luty 1942)
- Korvkpt. Heinrich Lehmann-Willenbrock (maj 1942 – wrzesień 1944)

Dowódcy okrętów:
- Oblt. Heinz Sieder
- Oblt. Hermann Stuckmann
- Fregkpt. Heinrich Lehmann-Willenbrock

### 10. Flotylla U-Bootów
Utworzona 15 lutego 1942 w Lorient pod dowództwem Günthera Khunke. W czerwcu 1943 roku flotylle przebazowano do Penang w Holenderskich Indiach Wschodnich (dzisiejsza Indonezja). Obszarem działań tej flotylli był Ocean Indyjski i Pacyfik. W listopadzie 1944 roku wskutek kłopotów paliwowych i prymitywnego zaplecza technicznego, zrezygnowano z wykorzystywania portu w Penang, a główną bazą U-Bootów na Dalekim Wschodzie stała się Dżakarta na Jawie. Wobec utraty baz atlantyckich we Francji, co znacznie utrudniło komunikację z placówkami Kriegsmarine w Azji Południowo-Wschodniej, wycofano z Oceanu Indyjskiego większość okrętów podwodnych. Pozostałe okręty, które pozostały w Azji (zwłaszcza typu IX), zostały przejęte przez Japończyków po kapitulacji Niemiec w maju 1945 roku.
Należały do niej 82 okręty typu: IXC (26), IXC/41 (41), IXD1 (2), IXD2 (4), XB (1), XIV (6).
Dowódca flotylli:
- Korvkpt. Günter Kuhnke (styczeń 1942 - październik 1944)

Dowódcy okrętów:
- Korvkpt. Adolf Piening
- Korvkpt. Helmut Witte
- Korvkpt. Georg Lassen

### 11. Flotylla U-Bootów
Utworzona 15 maja 1942 w Bergen celem atakowania konwojów płynących do Murmańska (od sierpnia 1941 do maja 1945 przepłynęło ich 78). Na kilka miesięcy przed kapitulacją III Rzeszy wprowadzono nowoczesne okręty - U-Booty typu XXI i XXIII, które nie zdążyły jednak zadać aliantom poważnych strat.
Należało do niej 189 okrętów typu: VIIC (121), VIIC/41 (49), IXC/40 (2), XB (1), XXI (6), XXIII (10) (duża liczba okrętów w tej flotylli wynika z faktu, iż po lądowaniu w Normandii Niemcom odebrano bazy na wybrzeżu Francji, a ewakuujące się stamtąd okręty kierowały się do Norwegii, gdzie albo tworzyły nowe flotylle, albo dołączały do starych).
Dowódcy flotylli: 
- Fregkpt. Hans Cohausz (maj 1942 – grudzień 1944)
- Fregkpt. Heinrich Lehmann-Willenbrock (grudzień 1944 – maj 1945)

Dowódcy okrętów: 
- Kptlt. Reinhart Reche

### 12. Flotylla U-Bootów
Utworzona 15 października 1942 w Bordeaux. Początkowo duże, oceaniczne okręty miały być włączane do 2. Flotylli, jednak włączano je do 10., później również do 12., więc Bordeaux było portem dla U-Bootów dalekomorskich. Stacjonowało tutaj również kilka okrętów włoskich (BETASOM) oraz japońskich. W sierpniu 1944 U-Booty przeniesino do Flensburga. Częściowo z okrętów 12. Flotylli utworzono 33. Flotyllę.
Należało do niej 47 okrętów typu: VIIF (3), IXD (24), XB (6), XIV (9), UIT (5).
Dowódca flotylli: 
- Fregkpt. Klaus Scholtz (październik 1942 – sierpień 1944)

Dowódcy okrętów: 
- Kpt. zur See Werner Hartmann
- Korvkpt. Eitel-Friedrich Kentrat

### 13. Flotylla U-Bootów
Utworzona w lipcu 1943 w Trondheim. Jej okręty operowały na północ od Skandynawii atakując konwoje płynące do ZSRR, odbywały patrole meteorologiczne dla Luftwaffe oraz Kriegsmarine. Przegrupowana w sierpniu 1944 po napływie okrętów z Francji, zlikwidowana w maju 1945 po kapitulacji III Rzeszy.
Należało do niej 55 okrętów typu: VIIC (47), VIIC/41 (8).
Dowódca flotylli: 
- Korvkpt. Rolf Rüggeberg (czerwiec 1943 – maj 1945)

### 14. Flotylla U-Bootów
Utworzona w grudniu 1944 w Narwiku, już po lądowaniu w Normandii, zlikwidowana po kapitulacji III Rzeszy.
Należało do niej 8 okrętów typu: VIIC (2), VIIC/41 (6) (wszystkie przetrwały do końca wojny. U-995 wyremontowano i służył od 1971 jako muzeum w Laboe koło Kilonii).
Dowódca flotylli: 
- Korvkpt. Helmut Möhlmann (grudzień 1944 – maj 1945)

Dowódcy okrętów:
- Oblt. Hans-Georg Hess (jako dwudziestolatek dowodził jednostkami U-466 i U-995)

### 23. Flotylla U-Bootów
Utworzona w październiku 1941w Salaminie. Jako jednostka nieskuteczna została przeniesiona na Morze Bałtyckie jako flotylla treningowa.
Należało do niej 9 okrętów typu: VIIB (3), VIIC (6).
Dowódca flotylli: 
- Kptlt. Fritz Frauenheim (wrzesień 1941 – maj 1942)

Dowódcy okrętów: 
- Kptlt. Hans Heidtmann

### 29. Flotylla U-Bootów
Utworzona w grudniu 1941 w Marsylii, bazująca w La Spezia, w Salaminie i w Puli, zlikwidowana we wrześniu 1944 po zatopieniu ostatniego z 68 U-Bootów operujących na wodach Morza Śródziemnego.
Należały do niej 52 okręty typu: VIIB (3), VIIC (49).
Dowódcy flotylli:
- Korvkpt. Franz Becker (grudzień 1941 – maj 1942)
- Korvkpt. Fritz Frauenheim (maj 1942 – lipiec 1943)
- Korvkpt. Günther Jahn (sierpień 1943 – wrzesień 1944)

Dowódcy okrętów:
- Kptlt.Freiherr Hans-Diedrich von Tisenhausen
- Korvkpt. Helmut Rosenbaum
- Oblt. Horst-Arno Frenski

### 30. Flotylla U-Bootów
Utworzona w październiku 1942 w Konstancy. Jej okręty operowały na Morzu Czarnym, po uprzednim przetransportowaniu ich drogą lądową. Zlikwidowana w październiku 1944.
Należało do niej 6 okrętów typu IIB.
Dowódcy flotylli:
- Kptlt. Helmut Rosenbaum (październik 1942 – maj 1944)
- Kptlt. Clemens Schöler (maj 1944 – lipiec 1944)
- Kptlt. Klaus Petersen (lipiec 1944 – październik 1944)

### 33. Flotylla U-Bootów
Utworzona we wrześniu 1944 we Flensburgu. W jej skład  włączono okręty przebywające na Dalekim Wschodzie, w Penang i w Singapurze. W 1944 roku do 33. Flotylli włączono ewakuowane z Francji okręty 10. i 12. Flotylli. Zlikwidowana w maju 1945 po kapitulacji III Rzeszy, okręty zostały przejęte przez Japończyków.
Dowódcy:
- Korvkpt. Georg Schewe (wrzesień 1944 – październik 1944)
- Korvkpt. Günter Kuhnke (październik 1944 – maj 1945)

Należało do niej 76 okrętów typu: VIIC (14), VIIC/41 (4),  IXC (3), IXC/40 (41), IXD1 (1), IXD2 (8), XB (2), UIT (włoski okręt podwodny, dwie jednostki).

## Flotylle treningowe
Flotylle treningowe służyły do szkolenia załóg U-Bootów; pomysł tworzenia takich flotylli zrodził się w 1941. Przed 1941 okręty były przydzielane do konkretnych flotylli bojowych, tam też przechodziły szkolenia. Flotylle operujące na froncie, bazowały we Francji lub w Norwegii (w miarę zajmowania przez III Rzeszę kolejnych państw). We flotyllach treningowych można było używać portów oddalonych od linii frontu; stąd większość ich mieściła się nad Bałtykiem.

### 4. Szkolna Flotylla U-Bootów
Utworzona w maju 1941 w Szczecinie, szkoliła głównie załogi U-Bootów typu IX i XXI. Została zlikwidowana w maju 1945.
Dowódcy flotylli:
- Kptlt. Werner Jackobsen (maj 1941 – sierpień 1941)
- Kptlt. Fritz Frauenheim (lipiec 1941)
- Fregkpt. Heinz Fischer (sierpień 1941 – maj 1945)

### 5. Szkolna Flotylla U-Bootów
Z początku bojowa, po likwidacji reaktywowana w czerwcu 1941, jako treningowa z bazą w Kilonii, szkoliła głównie załogi U-Bootów typu VII, została zlikwidowana w maju 1945.
Dowódcy flotylli:
- Kptlt. Karl-Heinz Moehle (czerwiec 1941 – sierpień 1942)
- Korvkpt. Hans Pauckstadt (wrzesień 1942 – listopad 1942)
- Korvkpt. Karl-Heinz Moehle (listopad 1942 – maj 1945)

### 8. Szkolna Flotylla U-Bootów
Utworzona w 1941 w Królewcu, przeniesiona w 1942 do Gdańska, szkoliła głównie załogi U-Bootów typu VIIC, VIIC/41 oraz XVIIA, XVIIB, zlikwidowana w styczniu 1945.
Dowódcy flotylli:
- Kptlt. Wilhelm Schulz (październik 1941 – styczeń 1942)
- Korvkpt. Hans Eckermann (styczeń 1942 – styczeń 1943)
- Kpt. zur See Bruno Mahnn (styczeń 1943 – maj 1943)
- Korvkpt. Werner von Schmidt (czerwiec 1943 – kwiecień 1944)
- Fregkpt. Hans Pauckstadt (maj 1944 – styczeń 1945)

### 18. Szkolna Flotylla U-Bootów
Działała od stycznia do maja 1945 na Helu oficjalnie jako treningowa, w rzeczywistości jednak jej okręty atakowały radzieckie statki na Bałtyku.
Należało do niej 5 okrętów typu: VIIC (3), UA (1), UD-4 (1).
Dowódca flotylli: 
- Korvkpt. Rudolf Franzius (styczeń 1945 – marzec 1945).

### 19. Szkolna Flotylla U-Bootów
Utworzona w październiku 1943 w  Pilawie. W lutym 1945 roku ewakuowana do Kilonii. Rozformowana w maju 1945.
Flotylla  prowadziła szkolenie podstawowe (Kommandanten-Vorschule) dla kandydatów na dowódców U-Bootów. W jej skład wchodziły cztery okręty typu II C:
U-56, U-57, U-58, U-59.
Dowódca flotylli: 
- Korvkpt. Jost Metzler (październik 1943 – maj 1945).

### 20. Szkolna Flotylla U-Bootów
Utworzona w czerwcu 1943, zlikwidowana w lutym 1945. Szkoliła na symulatorach. Części praktyczne szkolenia odbywały się na okrętach 9. Flotylli.
Dowódca flotylli: 
- Korvkpt. Ernst Mengersen (czerwiec 1943 – luty 1945).

### 21. Szkolna Flotylla U-Bootów
Utworzona w 1935; bazy w Kilonii, Neustadt in Holstein i Pilawie, wyszkoliła załogi 54 U-Bootów, głównie typu VIIC, zlikwidowana w lutym 1945.
Dowódcy flotylli:
- Kpt zur See Kurt Slevogt (1935 – październik 1937)
- Kptlt. Heinz Beduhn (listopad 1937 – marzec 1940)
- Korvkpt. Paul Bühel (marzec 1940 – czerwiec 1943)
- Korvkpt. Otto Schuhart (czerwiec 1943 – wrzesień 1944)
- Kptlt.Herwig Collmann (wrzesień 1944 – marzec 1945)

### 22. Szkolna Flotylla U-Bootów
Utworzona w styczniu 1941 z bazą w Gdyni, wyszkoliła załogi 47 U-Bootów, przeniesiona zimą 1945 do Wilhelmshaven, zlikwidowana po kapitulacji III Rzeszy.
Dowódcy flotylli:
- Korvkpt. Wilhelm Amrbrosius (styczeń 1941 – styczeń 1944)
- Korvkpt. Wolfgang Lüth (styczeń 1944 – lipiec 1944)
- Korvkpt. Heinrich Bleichrodt (lipiec 1944 – maj 1945)

### 23. Szkolna Flotylla U-Bootów
Początkowo flotylla bojowa na Morzu Śródziemnym z bazą w Salaminie, zlikwidowana w 1942, reaktywowana w sierpniu 1943 z bazą w Gdańsku, wyszkoliła 11 okrętów (głównie VIIC), ewakuowana, zlikwidowana w marcu 1945.
Dowódca flotylli:
- Korvkpt. Otto von Bülow (sierpień 1943 – marzec 1943).

### 24. Szkolna Flotylla U-Bootów
Utworzona w listopadzie 1939 – zlikwidowana w marcu 1945.
Bazy: Eckernförde, Gdańsk, Kłajpeda, Trondheim.
Stacjonowała na wschodzie Bałtyku, jednak ze względu na operację „Barbarossa” przeniesiona do Norwegii, by uniknąć spotkań okrętów szkolnych z bojowymi. Założona by szkolić oficerów w atakach torpedowych na prawdziwe statki, jednak jej program szkolenia zmieniono i ćwiczyła oficerów w technikach wykrywania i ucieczki przed atakami Aliantów. Później przemieszczona z powrotem na Bałtyk, do Kłajpedy.
Wyszkoliła załogi 53 U-Bootów, głównie typu VIIC. 
Dowódcy flotylli:
- Korvkpt. Hannes Weingärtner (listopad 1939 – czerwiec 1940)
- Kpt. zur See Peters (imię nieznane) (lipiec 1940 – styczeń 1943)
- Fregkpt. Karl-Friedrich Merten (marzec 1943 – maj 1944)
- Korvkpt.Karl Jasper (maj – lipiec 1944)
- Fregkpt. Karl-Friedrich Merten (lipiec 1944 – marzec 1945)

### 25. Szkolna Flotylla U-Bootów
Utworzona w kwietniu 1940 - działała do końca wojny.
Bazy: Travemünde, Gdańsk, Lipawa, Trondheim.
Szkoliła załogi U-Bootów przez 4 tygodnie, przekazując je później 27. Flotylli, przez co niemożliwe jest określenie liczby wyszkolonych jednostek.
Dowódcy flotylli:
- Korvkpt. Ernst Hashagen (kwiecień 1940 – grudzień 1941)
- Korvkpt. Karl Jasper (grudzień 1941 – sierpień 1943)
- Fregkpt. Karl Neitzel (sierpień 1943 – styczeń 1944)
- Korvkpt. Robert Gysae (styczeń 1944 – kwiecień 1945)
- Korvkpt. Wilhelm Schulz (kwiecień 1945 – maj 1945)

### 26. Szkolna Flotylla U-Bootów
Została utworzona w kwietniu 1941 w Warnemünde. Później bazę przeniesiono do Pilawy. Odbywał się w niej szkolenia wstępne (trwające koło 4 tygodni), kontynuowane w 27. Flotylli. Flotylla została zlikwidowana w maju 1945.
Dowódcy flotylli:
- Korvkpt. Hans-Gerrit von Stockhausen (kwiecień 1941 – styczeń 1943)
- Korvkpt. Karl-Friedrich Merten (styczeń 1943 – kwiecień 1943)
- Fregkpt. Helmut Brümmer-Patzig (kwiecień 1943 – marzec 1945)
- Korvkpt. Ernst Bauer (kwiecień 1945 – maj 1945)

Flotylla wyszkoliła 7 U-Bootów.

### 27. Szkolna Flotylla U-Bootów
Została założona w styczniu 1940 w Gdańsku. Stanowiła zwieńczenie szkolenia załóg - tu uczono się taktyki. Po ukończeniu kursu U-Boot był wysyłany na pierwszy patrol. Flotylla została zlikwidowana w marcu 1945.
Dowódcy flotylli:
- Korvkpt. Ernst Sobe (styczeń 1940 – grudzień 1941)
- Fregkpt. Werner Hartmann (grudzień 1941 – październik 1942)
- Korvkpt. Erich Topp (październik 1942 – sierpień 1944)
- Kptlt. Ernst Bauer (październik 1944 – marzec 1945)

### 31. Szkolna Flotylla U-Bootów
Utworzona we wrześniu 1943 w Wilhelmshaven, później bazę przeniesiono do Hamburga. Zadaniem flotylli było szkolić załogi U-Bootów typu XXI. Tylko kilka jednostek tego typu zostało użytych w boju (w 4. i 11. Flotylli). 31. Flotylla została zlikwidowana w maju 1945.
Dowódcy flotylli:
- Kpt. zur See Bruno Mahn (wrzesień 1943 – kwiecień 1945)
- Korvkpt. Carl Emmermann (kwiecień 1945 – maj 1945)

### 32. Szkolna Flotylla U-Bootów
Została utworzona w kwietniu 1944 w Królewcu. Szkoliła załogi  U-Bootów XXI (2) i XXIII (41). Bazę przeniesiono do Hamburga w styczniu 1945.
Dowódcy flotylli:
- Fregkpt. Hermann Rigele (kwiecień 1944 – marzec 1945)
- Korvkpt. Urlich Heyse (marzec 1945 – maj 1945)